# 1981年至1982年英格蘭足總盃
1981/82球季英格蘭足總盃（英語：FA Cup），是第101屆英格蘭足總盃，今屆賽事的冠軍是熱刺，他們在決賽以1:0 (重賽)擊敗昆士柏流浪，奪得冠軍。
熱刺透過重賽擊敗次級聯賽的QPR，成功取得足總盃兩連霸。

## 外部連結
1. 英格蘭足總盃官網Archive-It的存檔，存档日期2012-04-24
2. 英格蘭足總盃 歷屆冠軍（页面存档备份，存于）